# Preiskovalna komisija o politični odgovornosti posameznih nosilcev javnih funkcij za aretacijo, obsodbe ter izvršitev obsodb proti Janezu Janši, Ivanu Borštnerju, Davidu Tasiču in Franciju Zavrlu
Preiskovalna komisija o politični odgovornosti posameznih nosilcev javnih funkcij za aretacijo, obsodbe ter izvršitev obsodb proti Janezu Janši, Ivanu Boršterju, Davidu Tasiču in Franciju Zavrlu je bila preiskovalna komisija, ki je delovala v mandatu prvega Državnega zbora Republike Slovenije.

## Sestava
- imenovana: 28. julij 1994
- predsednik: Igor Bavčar (do 18. januarja 1995), Vitodrag Pukl (od 1. marca 1995)
- namestnik predsednika: Miroslav Geržina
- člani: Gabrijel Berlič (do 1. marca 1995), Polonca Dobrajc, Jože Jagodnik, Alojzij Metelko, Anton Peršak, Leo Šešerko, Drago Šiftar (do 1. marca 1995), Ivan Verzolak